# Lanrigan
Lanrigan ist eine französische Gemeinde mit 144 Einwohnern (Stand: 1. Januar 2022) im Département Ille-et-Vilaine in der Region Bretagne; sie gehört zum Arrondissement Saint-Malo und zum Kanton Combourg. Die Einwohner werden Lanriganais genannt.

## Geographie
Lanrigan liegt etwa 30 Kilometer nördlich von Rennes am Canal d’Ille-et-Rance. Umgeben wird Lanrigan von den Nachbargemeinden Combourg im Westen und Norden, Saint-Léger-des-Prés im Osten sowie Dingé im Süden.

## Bevölkerungsentwicklung
| Jahr                       | 1962 | 1968 | 1975 | 1982 | 1990 | 1999 | 2006 | 2013 | 2020 |
| Einwohner                  | 123  | 132  | 128  | 107  | 104  | 108  | 119  | 149  | 159  |
| Quellen: Cassini und INSEE |      |      |      |      |      |      |      |      |      |

## Sehenswürdigkeiten
- Kirche Saint-Martin aus dem Jahre 1902
- Kapelle Notre-Dame von Landehuan aus dem 17. Jahrhundert
- Schloss Lanrigan, ursprünglich Burg aus dem 11. Jahrhundert, umgebaut im 16./17. Jahrhundert, Monument historique seit 1973

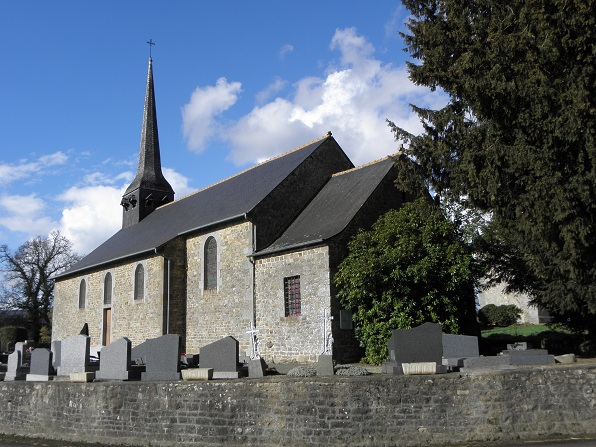
Kirche Saint-Martin
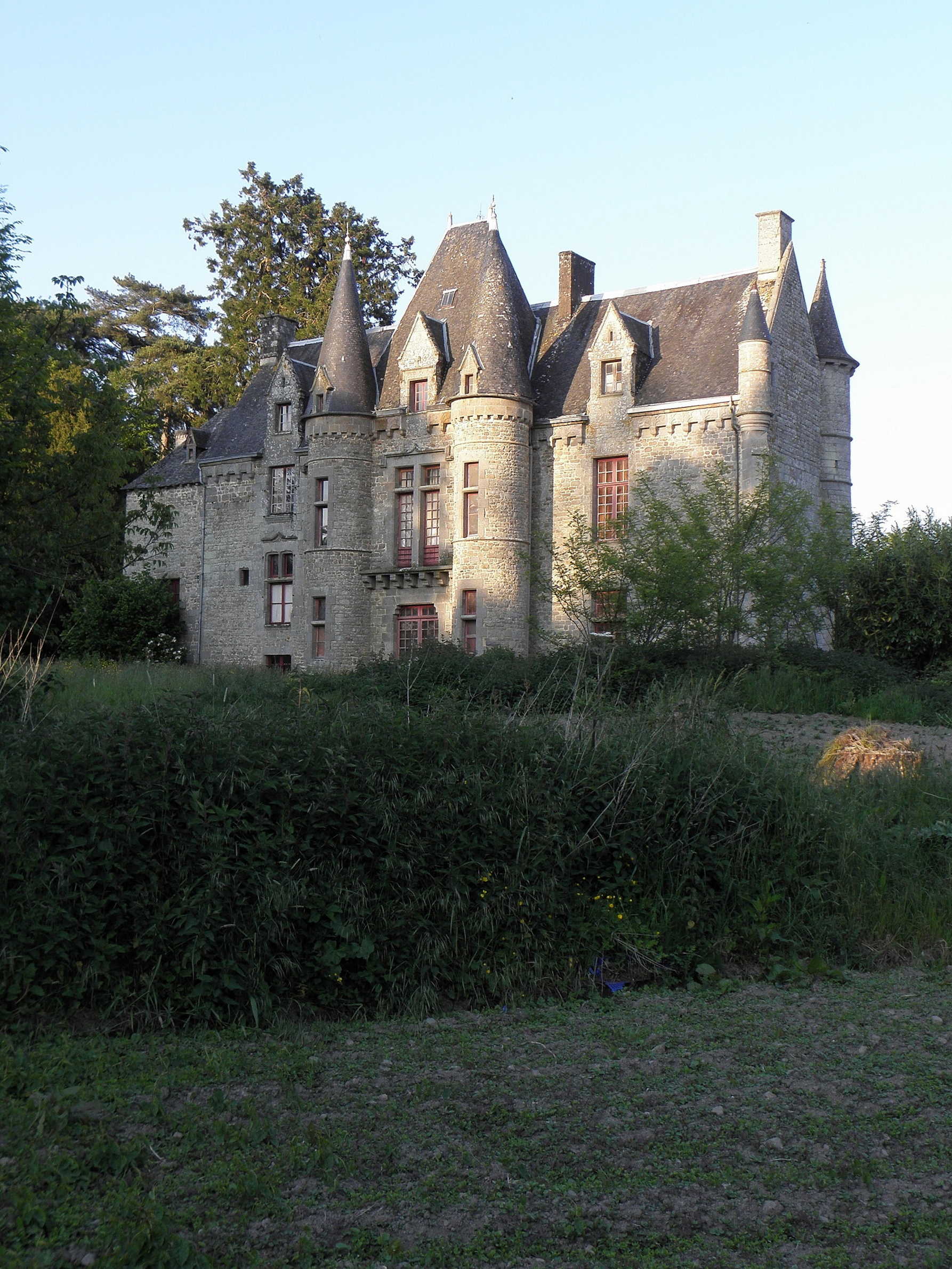
Schloss Lanrigan